# گری گران
گری گران (انگلیسی: Gerry Geran; ۳ اوت ۱۸۹۶ – ۸ سپتامبر ۱۹۸۱) بازیکن هاکی روی یخ اهل ایالات متحده آمریکا بود.